# 情報デザイン
情報デザイン（じょうほうデザイン、英語: information design）は、人間とモノや環境との関係性にかたちを与える方法論、生活の中にあふれる無数の情報をわかりやすく提示する手法、あるいは、それらの考え方。この用語は、単に魅力的または芸術的な表現ではなく、情報を効果的に表示するためのグラフィックデザインの分野で特に使用されるようになった。情報デザインはデータ視覚化の分野と密接に関連しており、多くの場合、グラフィックデザインコースの一部として教えられている 。情報デザインは説明のデザインであり、ときに神羅万象の事実を説明し、知識と情報に基づいた行動につながる 。

## 情報デザインの目的
情報デザインは、情報を対象者に的確に伝えるための手法である。情報社会といわれる現代において、情報の伝わり方によって情報格差が生じ、実生活にも大きな差別を生み出す。全ての人に同じように情報を伝えなくてはならないが、受け手の条件によって情報の伝わり方及び理解の仕方が異なる。情報をどのように企画・設計・加工し、どのような方法で伝播するかを考えることだ。

## 情報デザインのポイント
1. 情報には体積、重量、密度、鮮度がある。
2. 情報受け手に情報消化能力差がある。

## 情報デザインの必要性

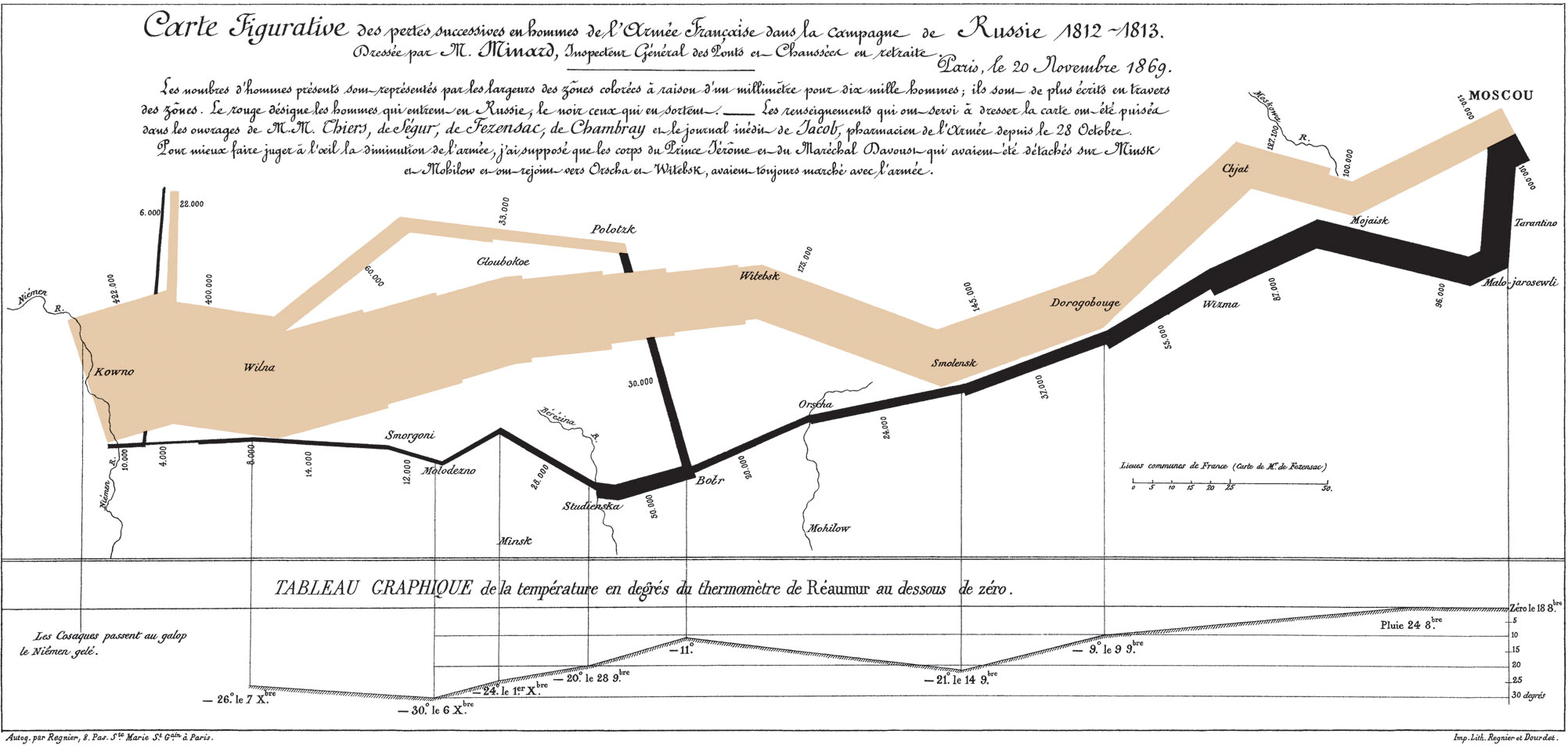
チャールズ・ジョセフ・ミナードによる1861年のナポレオンの3月の図-情報グラフィックの初期の例。

情報は人間の行動に大きな影響を与える。パソコンのデザイン力とインターネットの発信力によって、個人が自由に情報を発信できるようになった。そのため、情報の品質が極度に落ちたと思える。時には、悪意をもった作為的な情報も発信されている。
情報デザインは技術の時代に関連しているが、歴史的なルーツを持つ。最新の情報設計の初期の例には、次の効果的な例があげられる。
- ウィリアム・プレイフェアの折れ線 グラフ、棒グラフ、円グラフ、およびイングランドの貿易を示す面グラフ （1786および1801） [3][4]
- 1850年代のロンドンでの致命的なコレラの発生源を特定したジョンスノーのスポットマップ[5]
- チャールズジョセフミナードによる1812年のナポレオンのロシアキャンペーンを描いた1861年図[6]
- オットー・ノイラスによる1930年代の国際映像言語 [7]
- フローレンス・ナイチンゲールによる軍の死亡率を示す情報グラフィック[8]

## 究極の5個の帽子掛け（LATCH）

障害調整寿命年の視覚的定義

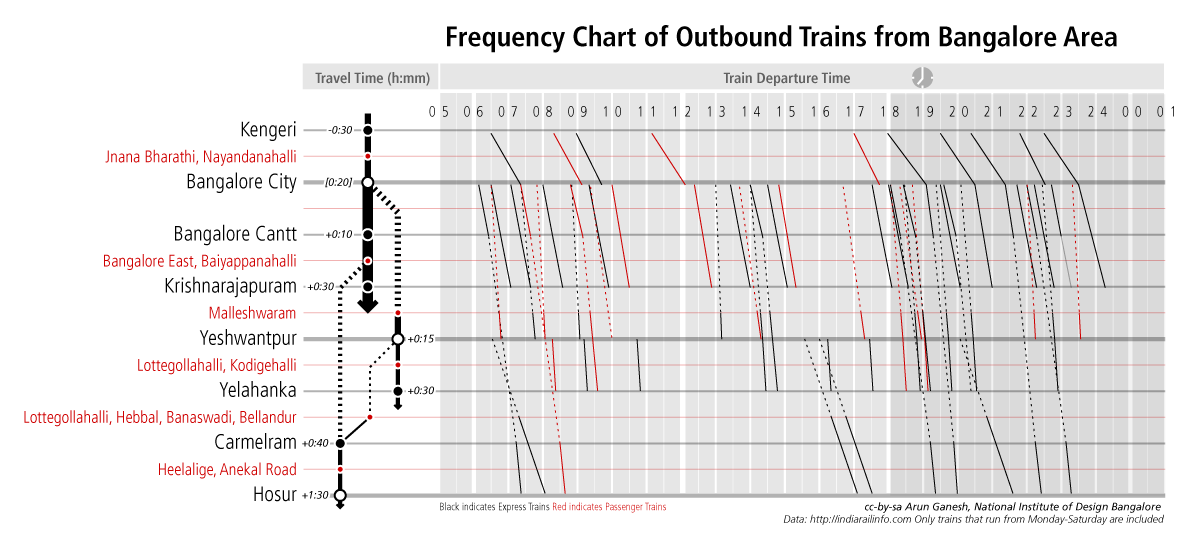
インドのバンガロールからの発車頻度の可視化。エティエンヌ＝ジュール・マレーの作品に基づく

電話帳や様々なガイドブックの情報デザインを手がけたアメリカ人の建築家／グラフィック・デザイナーリチャード・ソール・ワーマンによれば、情報は無限に近いくらい存在するが、情報を整理する方法の基準は下記の5つしか存在しない。
1. 場所（Location）
2. アルファベット（Alphabet）（あるいは50音）順
3. 時間（Time）
4. カテゴリー（Category）
5. 階層（Hierarchy）

これを彼は、究極の5個の帽子掛けと呼んでいる。
- 場所による情報配列として、代表的なものには地図がある。
- アルファベット（50音）順による情報整理は、紙媒体で検索がしやすい。辞書や事典の多くはこの方法によって項目を並べている。
- 時間による整理には、歴史年表、スケジュール、テレビ番組表などがある。
- カテゴリーによる整理は、情報の共通の特徴をまとめたものである。生物は動物・植物に分類され、動物は脊椎動物と無脊椎動物に分類されるといった生物の分類は学問的に整理されたカテゴリーのひとつである。
- 階層による整理とは、重要度や程度の違いを基準にする整理である。高い・低い、大きい・小さいなどがファクターである。各種のグラフはこの基準によって視覚化されている。新聞の記事なども重要度の高低に従ってその大きさ、位置を決めている。

## シンプルさ
シンプルさは、情報設計における主要な関心事であり目的は明快さである。メッセージの単純化は、量的な削減を意味する場合があるが、限定はされない。情報が多くなるほど、明確さが増すこともありまた単純さは非常に主観的な問題であり、常に情報ユーザーを念頭に置いて評価する必要がある。設計に関しては真実を伝える、複雑にしないでおくなど、簡単な手順に従うと明確である。これらの手順は、情報設計者が結果を絞り込むのに役立つだけでなく、視聴者を引き付けるのに役立つ。

## 参照資料
1. ↑  http://www.design.ccsu.edu/
2. ↑  Per Mollerup, Data Design: Visualising quantities, locations, connections, Bloomsbury Academic, 2015
3. ↑  “First Ever Area Charts Created 200+ Years Ago”.   AnyChart. 2015年12月25日閲覧。
4. ↑  Tufte, Edward (1983). The Visual Display of Quantitative Information. Cheshire, Connecticut: Graphics Press. ISBN 0961392142
5. ↑  Crosier. “John Snow: The London Cholera Epidemic of 1854”.   University of California, Santa Barbara. 2015年12月30日閲覧。
6. ↑  Corbett. “Charles Joseph Minard: Mapping Napoleon's March, 1861”.   Center for Spatially Integrated Social Science. 2014年9月21日閲覧。
7. ↑  Popova. “The Invention of ISOTYPE: How a Vintage Visual Language Paved the Way for the Infographics Age”.   Brain Pickings. 2015年12月25日閲覧。
8. ↑  Small. “Florence Nightingale's statistical diagrams”. 2015年12月30日閲覧。
9. ↑  Duarte, Nancy. Slide:ology: The Art and Science of Creating Great Presentations. Beijing: O'Reilly Media, 2008. Print.